# Айрены
Айре́ны — монострофическая твёрдая форма армянской средневековой поэзии. Состоит из четырех 15-сложных стихов. В средневековой Армении айрены исполнялись в песенной форме.
Айрены являются вершиной армянской любовной лирики XIV — XVI веков, корнями уходят в фольклор, из которого почерпнуты мотивы и формы. Любовь, горькая судьба скитальца-пандухта, философские раздумья являются основными мотивами айренов, в большинстве своем однострофных стихов, являющимися функциональным армянским эквивалентом сонета. Для айренов характерны культ чувства любви, поклонение возлюбленной, как святыне. Иногда используются библейские образы и мотивы, но они включаются в изображение реальной любви. Во многих айренах наблюдается отход от традиционно пышного описания женской красоты и обнаруживается тончайший художественный вкус автора.
Своей психологической глубиной и разносторонностью айрены заметно обогатили армянскую любовную лирику. Самые сильные айрены — это стихи о страдании, горечи, разлуке. В любовных айренах отражался весь гуманизм поэтов. Настолько глубока была вера поэтов в человека, что даже в мыслях не допускалось измены в любви, которая сравнивалась со снегопадом средь лета. Подобные воззрения на любовь находились в противоречии с обычаями феодального общества, попирающими свободные чувства человека.
Особенный цикл составляют айрены о скитальце-пандухте. Безграничное горе заброшенного на чужбину скитальца. Авторы айренов для изображения безмерности этого горя прибегает к новым и свежим выразительным поэтическим образам. Пандухтские айрены переплетаются с айренами любви. Доля скитальца еще горше, когда он навсегда расстается с любимой.
Глубоки философские и назидательные айрены, в основе которых заложена народная мудрость. В них можно найти защиту разума, утверждение гуманистических этических норм, обличение социальных пороков. В некоторых айренах раздумья авторов доходят до глубоких философских обобщений на тему жизни и смерти. Можно сказать, что айрены вобрали в себя все лучшее, что создано было в армянской поэзии.

## Твёрдая форма
Айрен состоит, как правило, из четырёх пятнадцатисложных строк (изредка из пяти). Каждая строка отчётливо делится цезурой на две полустроки. Двухсложная и трёхсложная стопа строго чередуются. Таким образом, ударными в каждой строке оказываются 2-й, 5-й, 7-й, 10-й, 12-й, 15-й слоги. Рифма мужская, обычно сквозная (созвучны окончания всех четырёх строк). Иногда присутствует дополнительная рифма: некоторые середины строк, обозначенные цезурой, рифмуются друг с другом, либо с окончанием своей или соседней строки. В соответствии с этими особенностями некоторые русские переводчики (например, В.Я. Брюсов, П.Г. Антокольский, В.К. Звягинцева) передавали айрены четверостишиями, а некоторые (например, Н.И. Гребнев, А.С. Кушнер) — восьмистишиями.
Иногда айрен выступает только как форма, а не как стихотворная единица, законченное произведение. Так,  форму айренов имеют строфы «Прекрасной и благородной оды» — средневековой армянской песни о женитьбе московского царя Ивана III на царевне из Анконы (опубликована в журнале «Москва») . Форму айренов имеют и некоторые из стихотворных вставок в «Повесть об Александре Македонском» (локализованная в Армении версия сочинения Псевдо-Каллисфена ).